# Cabanes (Girona)
Cabanes (spanisch Cabanas) ist eine katalanische Gemeinde (municipio) mit 978 Einwohnern (Stand: 2024) in der Provinz Girona im Nordosten Spaniens. Sie liegt in der Comarca Alt Empordà. Neben dem Hauptort Cabanes gehören die Ortschaften L’Aigüeta, El Forn d’en Gestí, Les Masies de Dalt und El Pla.

## Lage
Cabanes liegt etwa 37 Kilometer nordnordöstlich von Girona unterhalb des Bergzuges Baga d’en Ferran auf einer Höhe von ca. 25 m. 

## Bevölkerungsentwicklung
| Jahr      | 1960 | 1970 | 1981 | 1991 | 2001 | 2011 | 2021 |
| Einwohner | 865  | 1058 | 827  | 782  | 759  | 925  | 946  |

## Sehenswürdigkeiten
- Reste der Burganlage
- Zisterzienserinnenabtei Cadins, 1169 bis 1492 bestehendes Kloster mit der Klosterkirche Sankt Felix
- Sebastianuskirche
- Vinzenzkirche

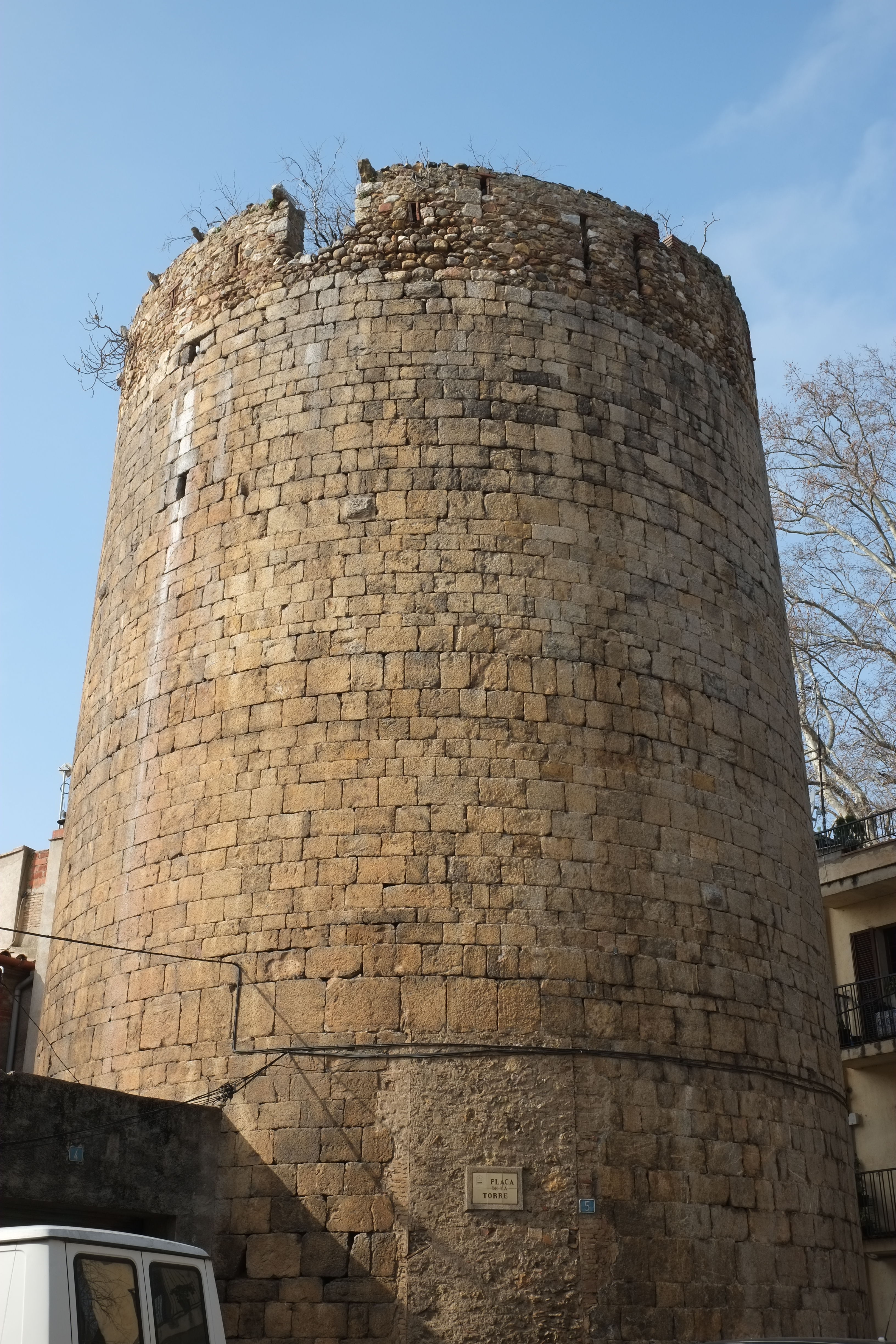
Turm als Rest der Burganlage
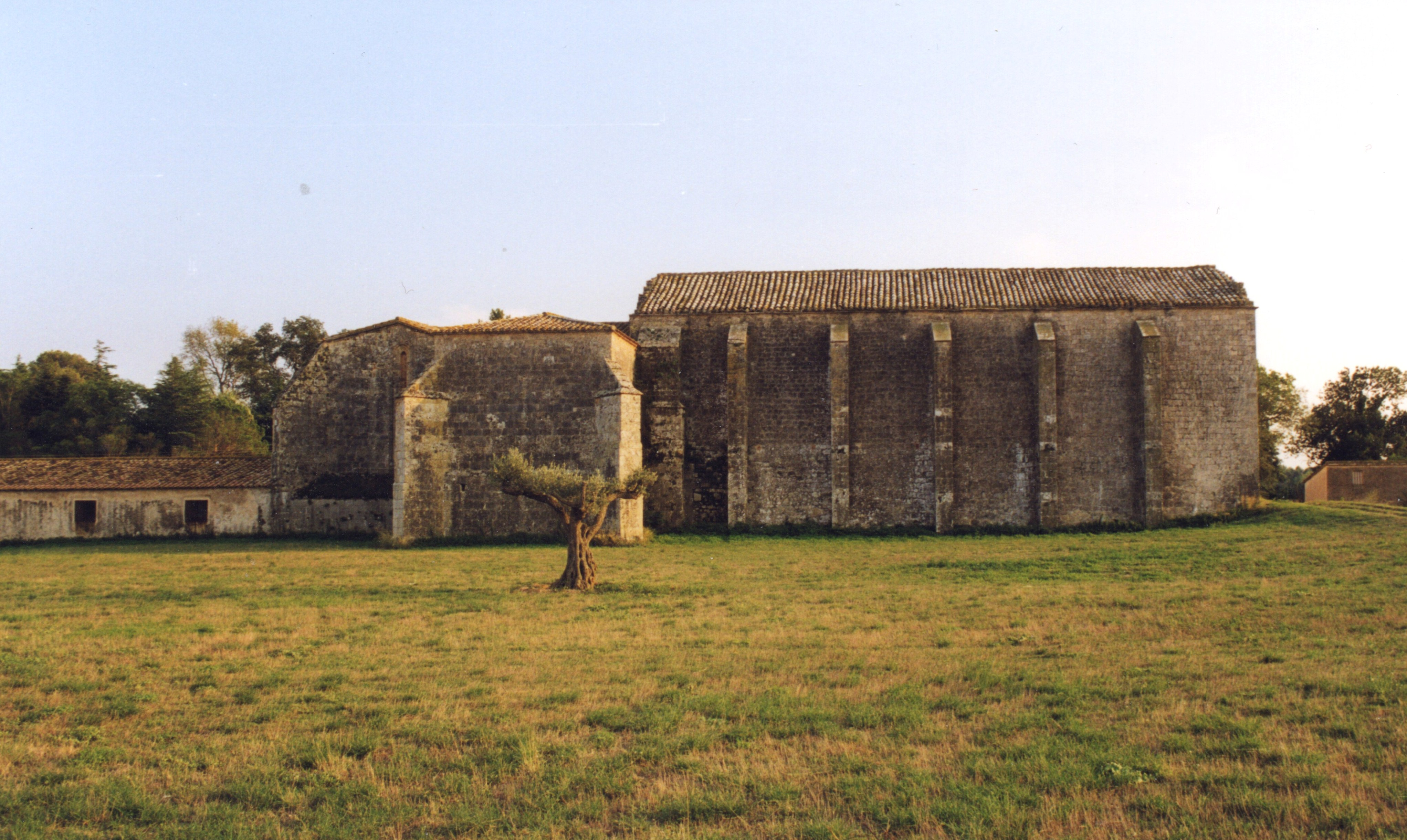
Felixkirche
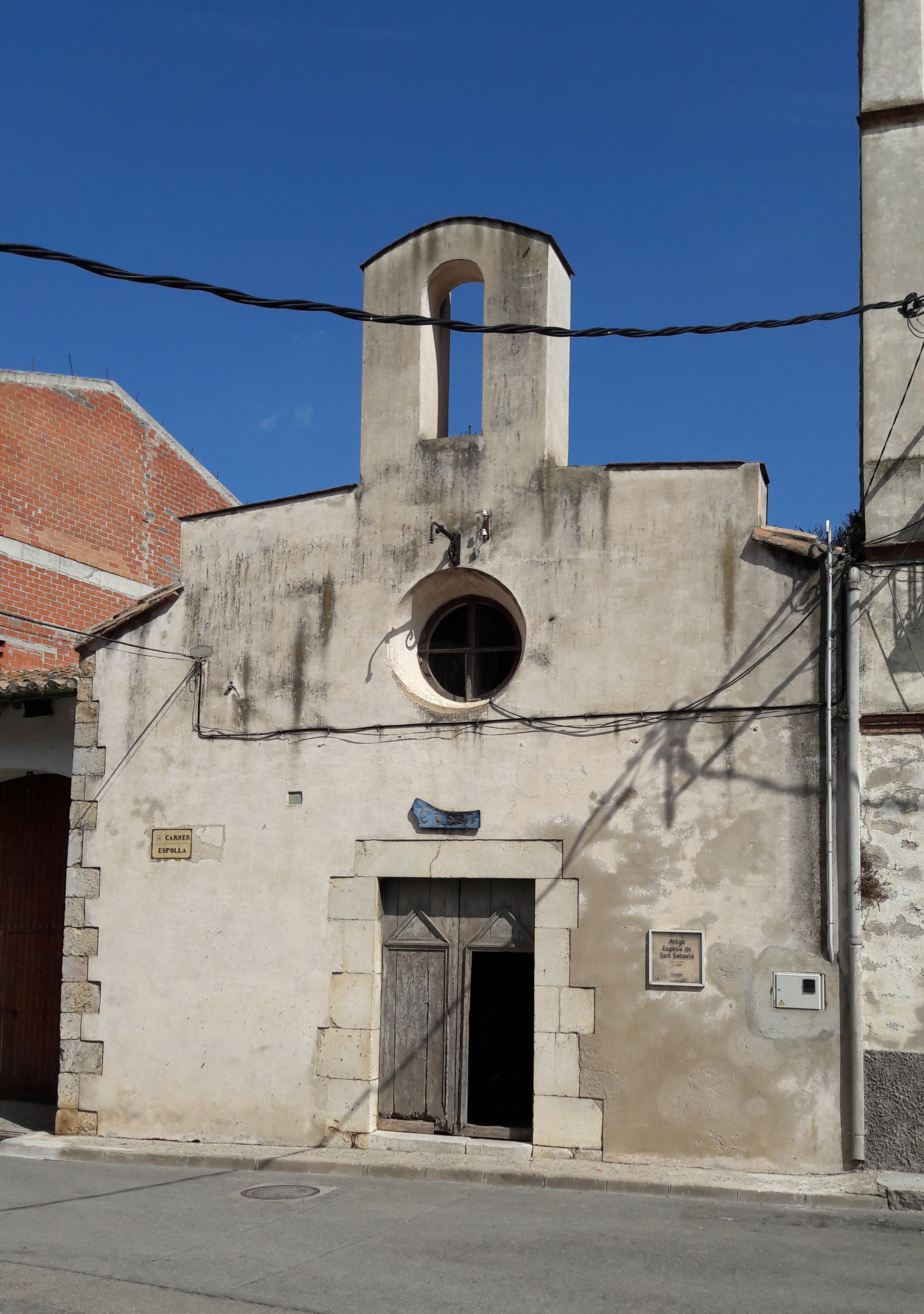
Sebastianuskirche
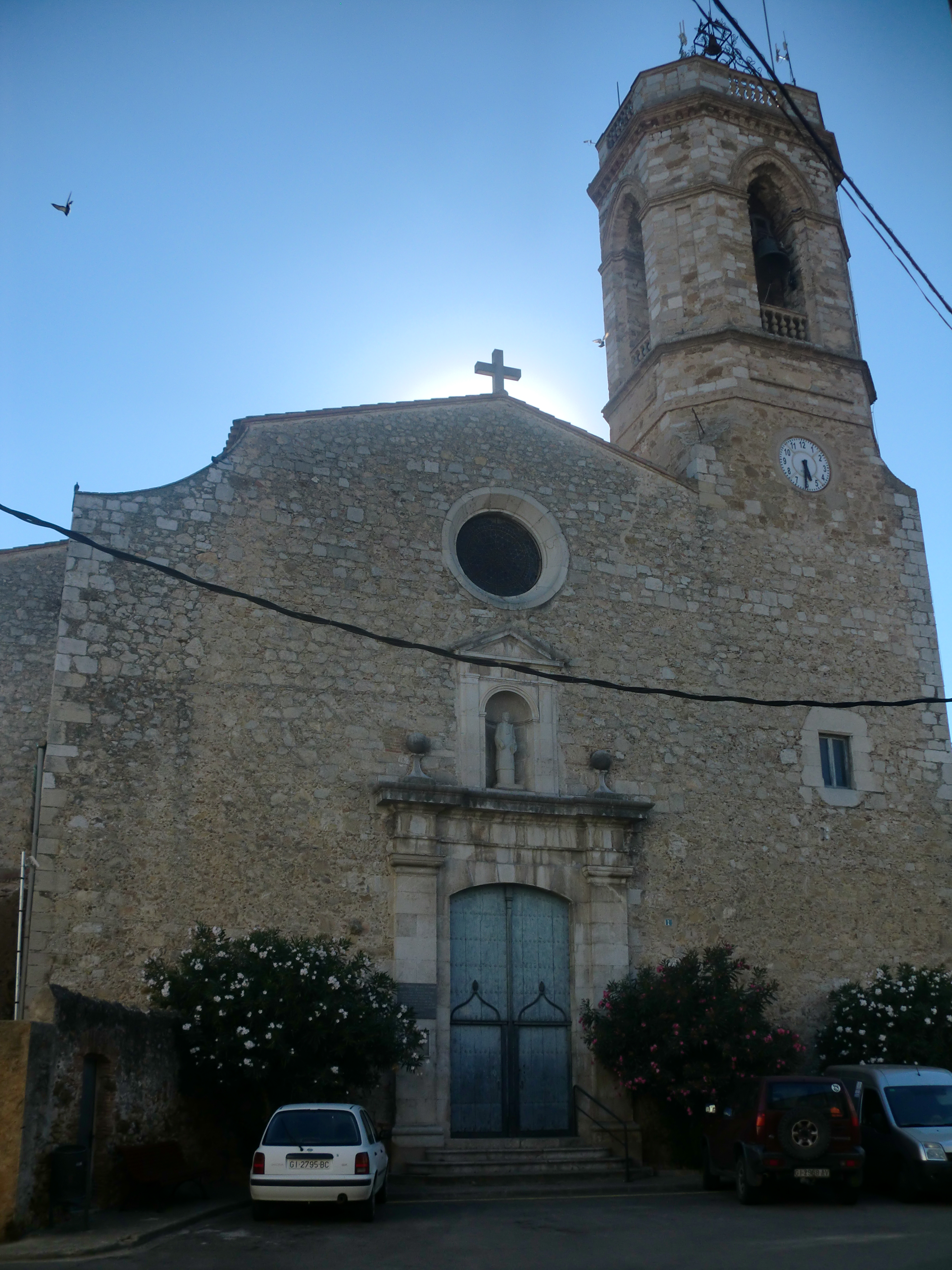
Vinzenzkirche
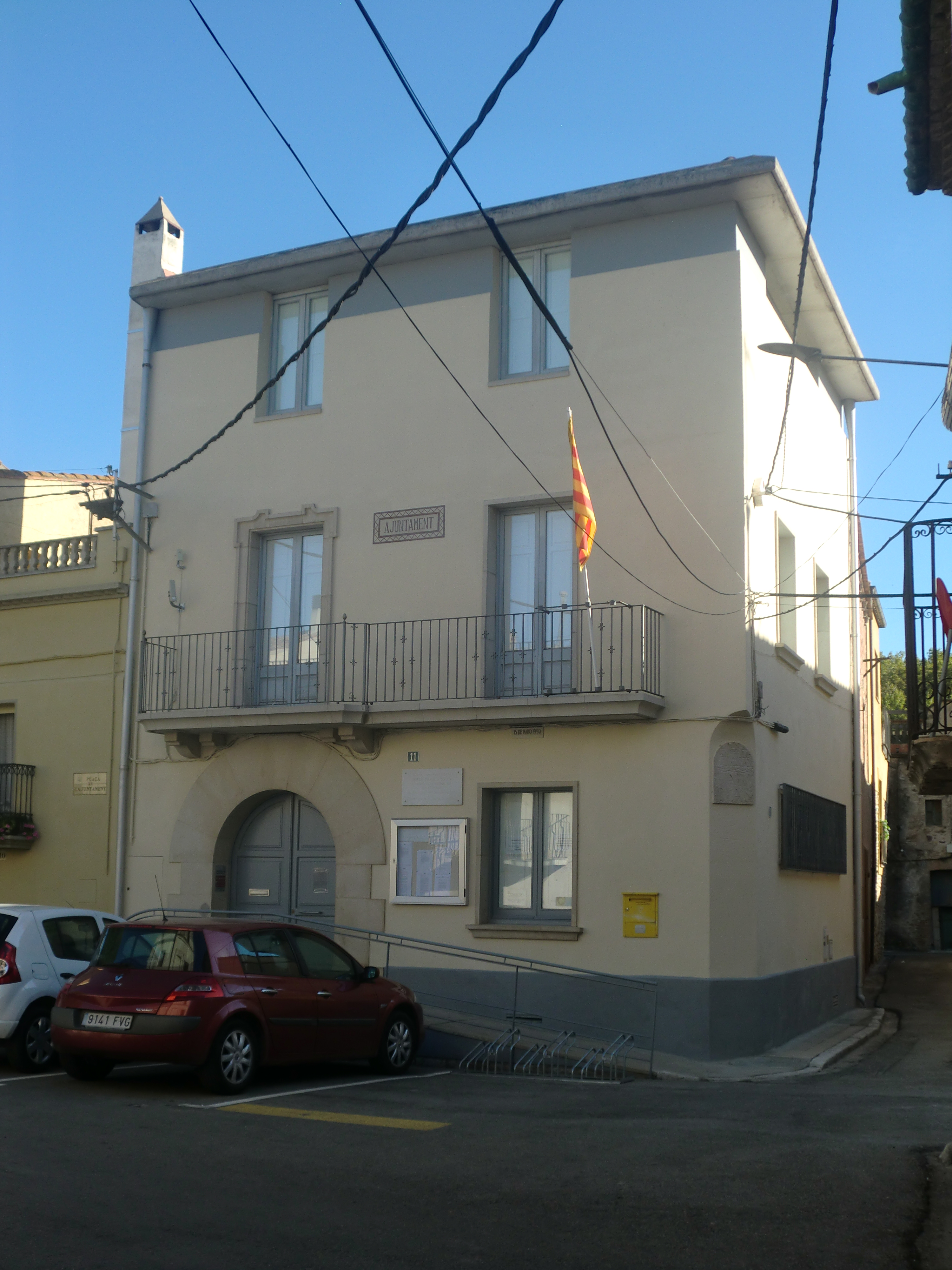
Rathaus